# 善通寺駐屯地
善通寺駐屯地（ぜんつうじちゅうとんち、JGSDF Camp Zentsuji）は、香川県善通寺市南町二丁目1番1号に所在し第14旅団司令部等が駐屯する陸上自衛隊の駐屯地である。特定重要施設と認められることから、特別注視区域として指定されている。

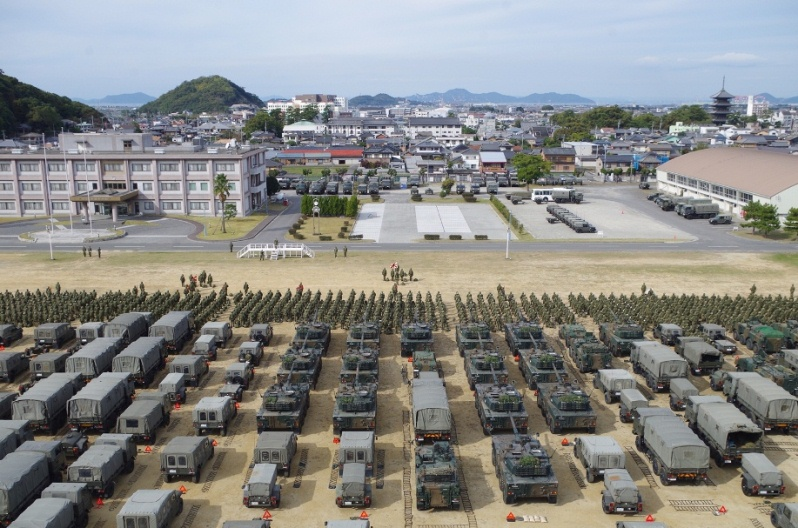
上方から見た駐屯地

## 概要
駐屯地司令は、第14旅団副旅団長が兼務する。
国分台演習場、高屋射撃場（射場）、大池訓練場、大麻山弾薬庫等が近隣に所在し、善通寺駐屯地業務隊が管理する。
演習場は、大野原演習場（佐賀県、長崎県）、小野演習場（愛媛県）、高知訓練場（高知県）、日本原演習場（岡山県）、饗庭野演習場（滋賀県）など。
戦前は陸軍第11師団などがおかれ同駐屯地を中心に善通寺は軍都として栄えた、戦後は四国地区の防衛警備等を担任する第14旅団の司令部およびその主力部隊、業務隊などが置かれており、旧軍時代から四国地方における最大・最重要駐屯地である。
駐屯地内には、ベトナム独立戦争に参加し、戦死した石井卓雄（元陸軍少佐）を顕彰する石碑がある。
駐屯地内にある旧陸軍第11師団兵器庫跡3棟は、それぞれ1909年（明治42年）、1911年（明治44年）、1921年（大正10年）に完成した歴史的建造物である。これらはいずれも2階建ての赤レンガ造りで、明治期の2棟は幅14m×奥63m、大正期の1棟は幅14m×奥90mの大規模な建造物群である。具体的な設計者は不明だがドイツ人技師の設計といわれている。屋上の○型と△型のモニュメントは、それぞれ銃の「照門」と「照星」を表している。
2006年（平成18年）に第2混成団から改編された第14旅団の司令部が置かれ、第14旅団の中心となる。2018年（平成30年）3月には第15普通科連隊の即応機動連隊改編に伴い、旅団警備隊区外に所在していた第14戦車中隊が日本原駐屯地から移駐した。
旅団への改編初期には1個普通科連隊を新編する関係から隊舎や倉庫等が飽和状態になっており、仮設のプレハブ建築物が設置されていた。また過去には国旗掲揚（課業開始）前に、初音ミクの歌う各駐屯部隊歌が放送されていて、インターネット掲示板などで話題となったこともある（現在は行われていない）。
近い将来発生が予想される南海トラフ地震や旅団の機動旅団化を受けて、施設の近代化や、拠点としての機能拡大を行う予定。

## 沿革
日本陸軍
- 1898年（明治31年）：旧陸軍第11師団創設に伴い開設。

警察予備隊善通寺駐屯地
- 1950年（昭和25年）：警察予備隊の創隊に伴い善通寺訓練所となる。
- 1951年（昭和26年）5月1日：部隊の新編。

1. 第3管区隊第9連隊が新編。
2. 第3管区隊第3施設大隊が新編。
3. 第3管区隊第3武器中隊が新編。

- 1952年（昭和27年）1月23日：第3施設大隊および第3武器中隊が千僧駐屯地へ移駐。

保安隊善通寺駐屯地
- 1952年（昭和27年）10月15日：警察予備隊が保安隊に改編。

陸上自衛隊善通寺駐屯地
- 1954年（昭和29年）
  - 7月1日：陸上自衛隊発足により移管[3]。第9連隊が第9普通科連隊に称号変更。
  - 9月10日：第9普通科連隊第2大隊を基幹に第15普通科連隊が編成完結（連隊長三好鹿雄一等陸佐以下1,061名）し、駐屯地司令職務担任部隊に指定。
  - 9月30日：第9普通科連隊（第2大隊欠）が善通寺駐屯地および松山駐屯地（第3大隊）から東千歳駐屯地に移駐。第2管区隊の隷下に入る。
- 1961年（昭和36年）
  - 8月20日：第2教育団本部が大久保駐屯地から移駐し、駐屯地司令職務担任部隊に指定。
  - 12月16日：第15普通科連隊第3大隊が松山駐屯地から移駐。
- 1962年（昭和37年）

1. 1月18日：第15普通科連隊が本部管理中隊、4個普通科中隊および重迫撃砲中隊編成となる。
2. 3月31日：第107教育大隊が大久保駐屯地から移駐。
3. 8月15日：第107教育大隊を廃止。

- 1970年（昭和45年）3月10日：第46普通科連隊が編成完結。その後、海田市駐屯地に移駐。
- 1973年（昭和48年）3月27日：第109施設大隊を基幹として第8施設群が新編。
- 1981年（昭和56年）3月25日：

1. 第13師団から四国警備隊区の防衛・警備を引継いだ第2混成団が編成される。
2. 第2教育団本部が大津駐屯地に移駐。

- 1985年（昭和60年）3月25日：第311ダンプ車両中隊を廃止。
- 1999年（平成11年）3月29日：第8施設群を廃止・改編し、第305施設隊を新編。
- 2004年（平成16年）3月29日：中部方面後方支援隊新編に伴う新編。

1. 第107全般支援大隊整備中隊善通寺派遣隊を新編。
2. 第104施設直接支援大隊第2直接支援隊（第305施設隊を支援）を新編。
3. 中部方面輸送隊第104輸送業務隊第3端末地業務班を新編。

- 2006年（平成18年）3月27日：部隊改編。

1. 第2混成団を廃止・改編し、第14旅団を新編[4]。
2. 第14旅団司令部および同付隊、第50普通科連隊、第14後方支援隊、第14偵察隊、第14通信中隊、第14音楽隊を新編。
3. 第305施設隊および第2直接支援隊が三軒屋駐屯地へ移駐。

- 2007年（平成19年）3月1日：厚生センター内にコンビニエンスストア（ローソン）が出店。第14旅団内では初、東海・北陸以西の中部方面隊では4例目[5]。
- 2008年（平成20年）3月26日：中部方面混成団隷下の第47普通科連隊第1普通科中隊が海田市駐屯地から移駐[6]。
- 2010年（平成22年）3月26日：第50普通科連隊が高知駐屯地へ移駐[7][8]。
- 2012年（平成24年）3月26日：第323基地通信中隊を新編。徳島駐屯地開設に伴い、基地通信担当部隊が派遣隊から中隊に昇格[注釈 1]。
- 2018年（平成30年）
  - 2月8日：中部方面混成団隷下の第110教育大隊が松山駐屯地に移駐[9]。
  - 3月27日：第14旅団の機動旅団化改編および輸送科部隊の端末地業務班改編。

  1. 第15普通科連隊を廃止・改編し、第15即応機動連隊を新編。
  2. 第14戦車中隊（日本原駐屯地）が日本原駐屯地から移駐し、第15即応機動連隊の機動戦闘車隊に改編。
  3. 中部方面輸送隊第104輸送業務隊第3端末地業務班を廃止し、陸上自衛隊中央輸送隊隷下の第4方面分遣隊第3端末地業務班に改編。

- 2022年（令和04年）3月17日：第14情報隊を新編。

## ギャラリー

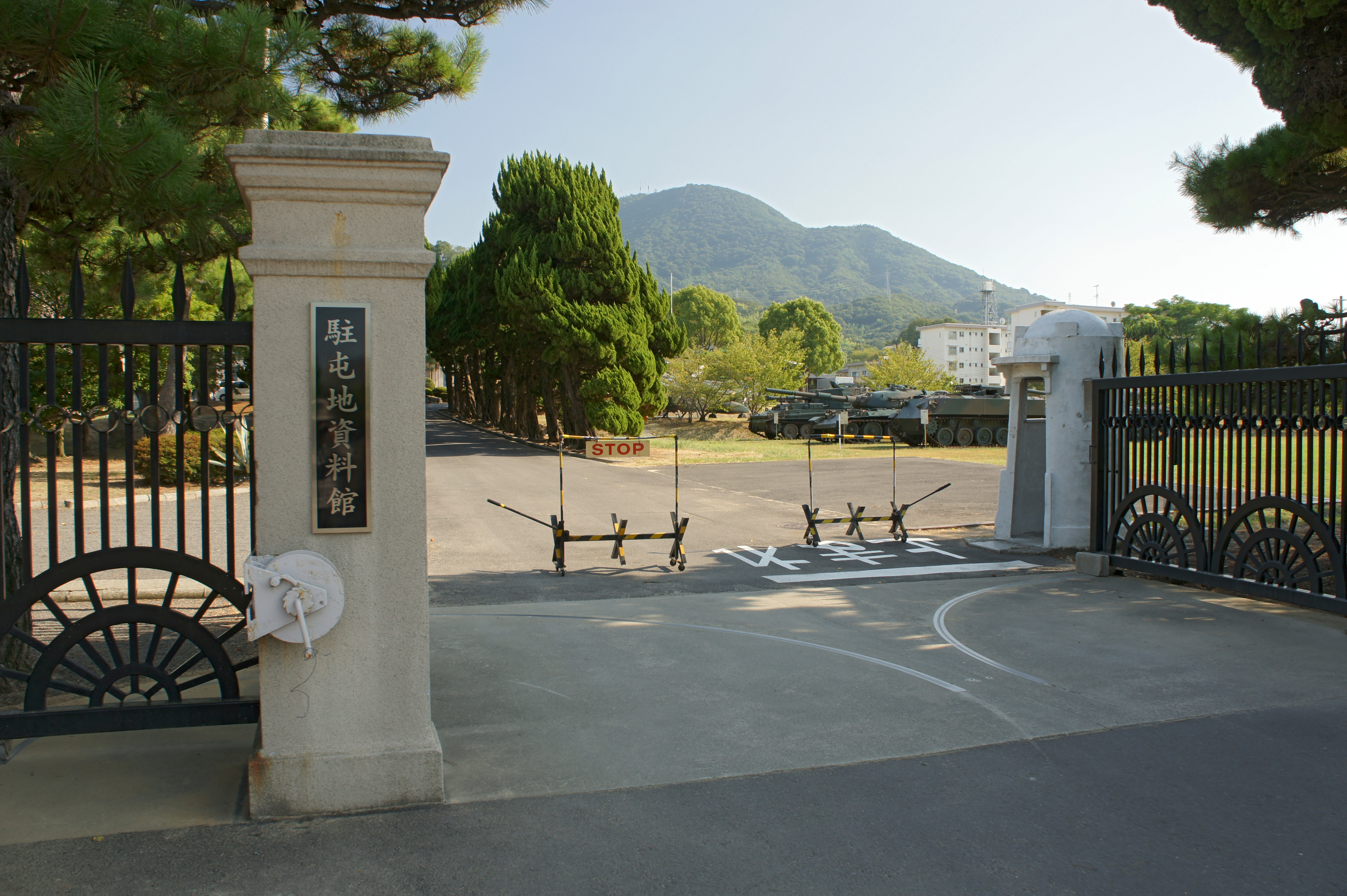
駐屯地資料館営門
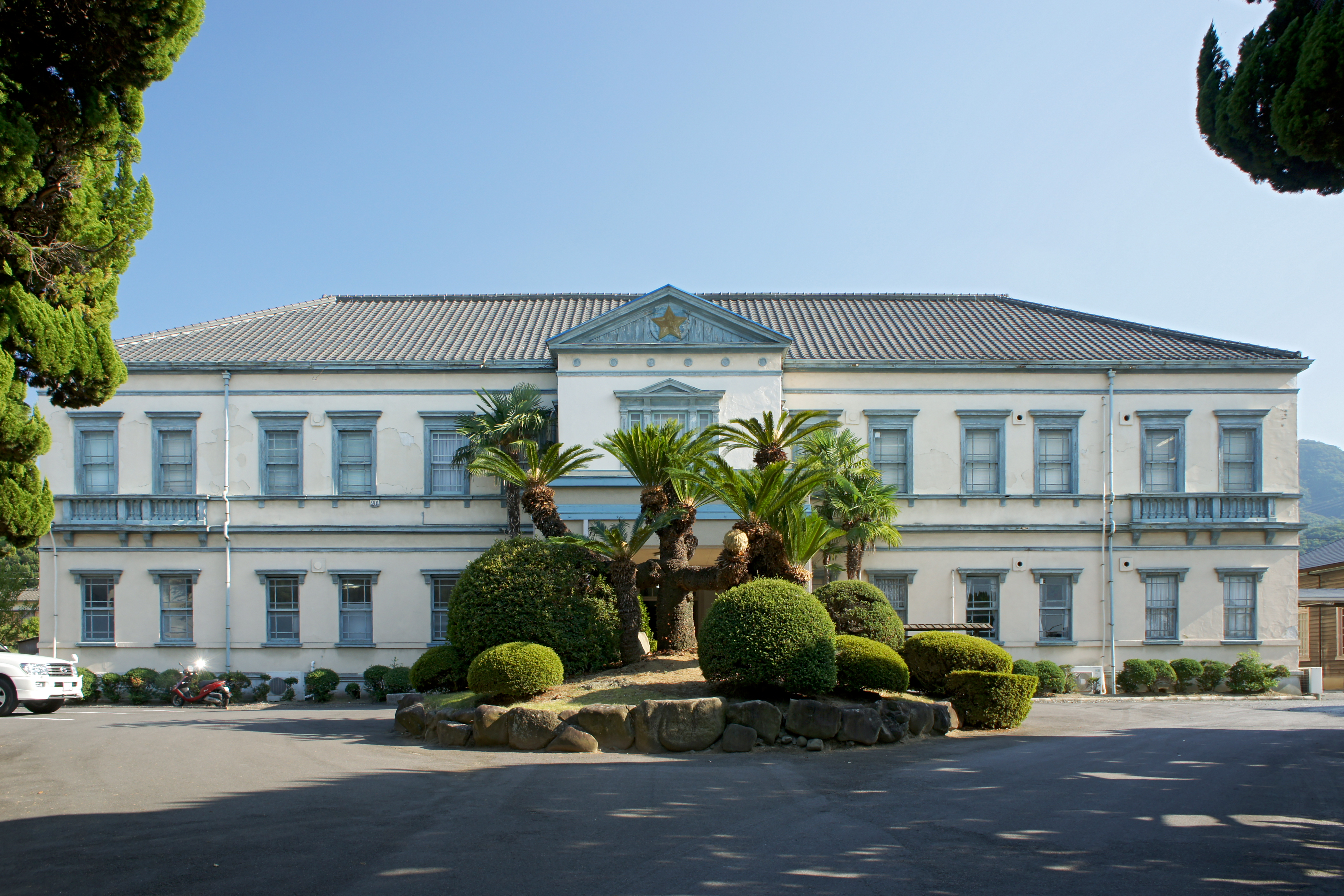
第3営舎地区（第3キャンプ）にある駐屯地資料館
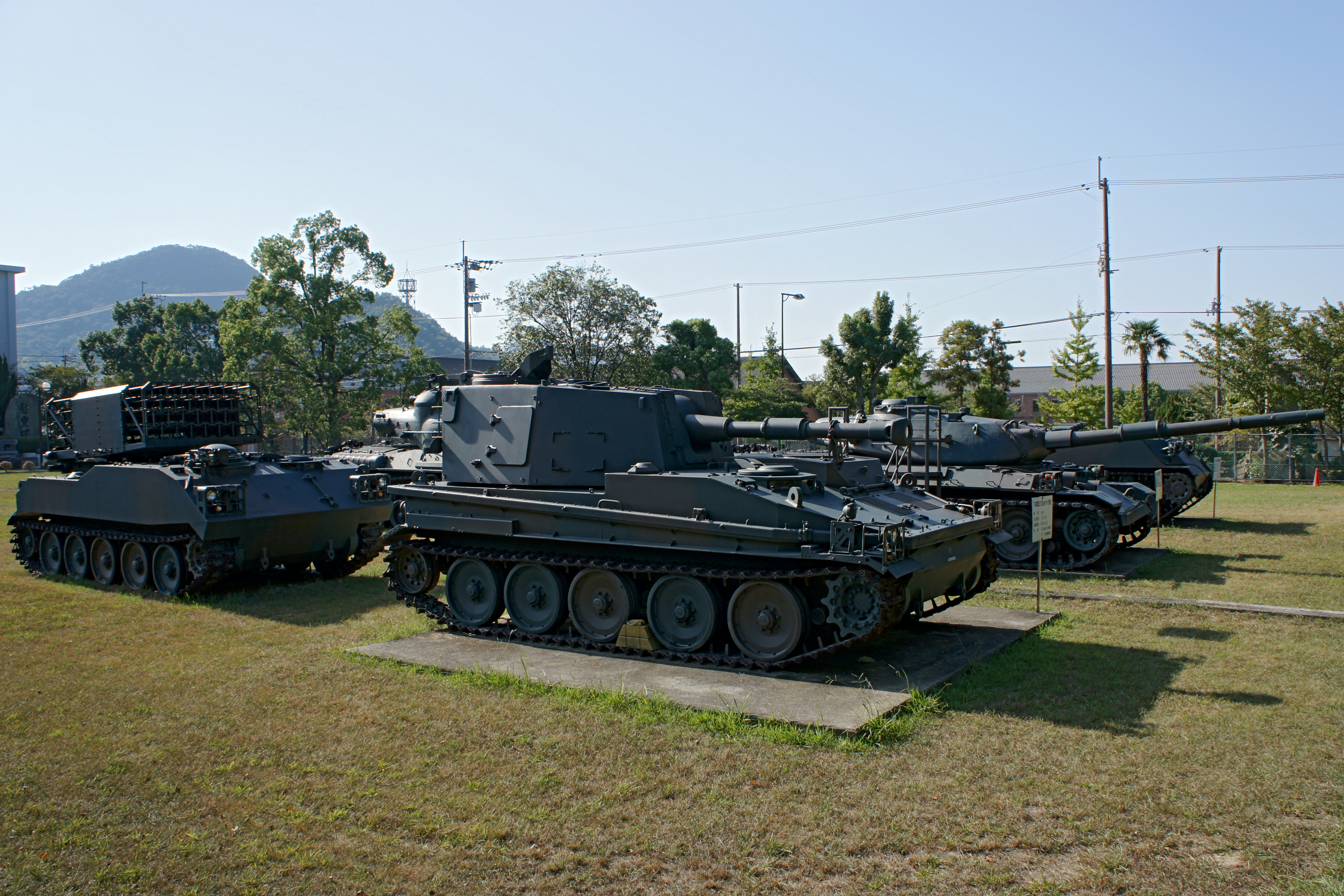
第3営舎地区（第3キャンプ）に展示される用途廃止装備
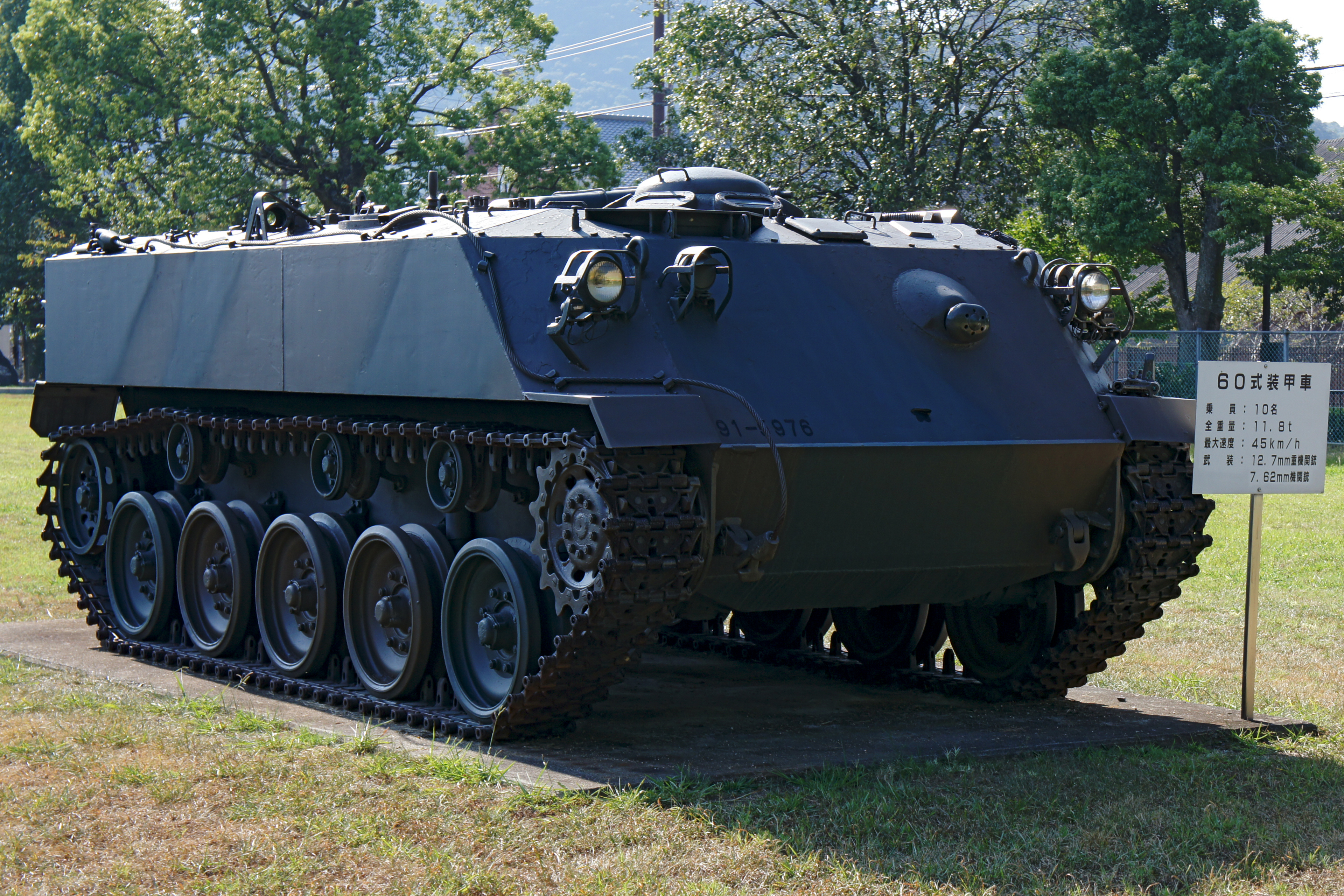
60式装甲車
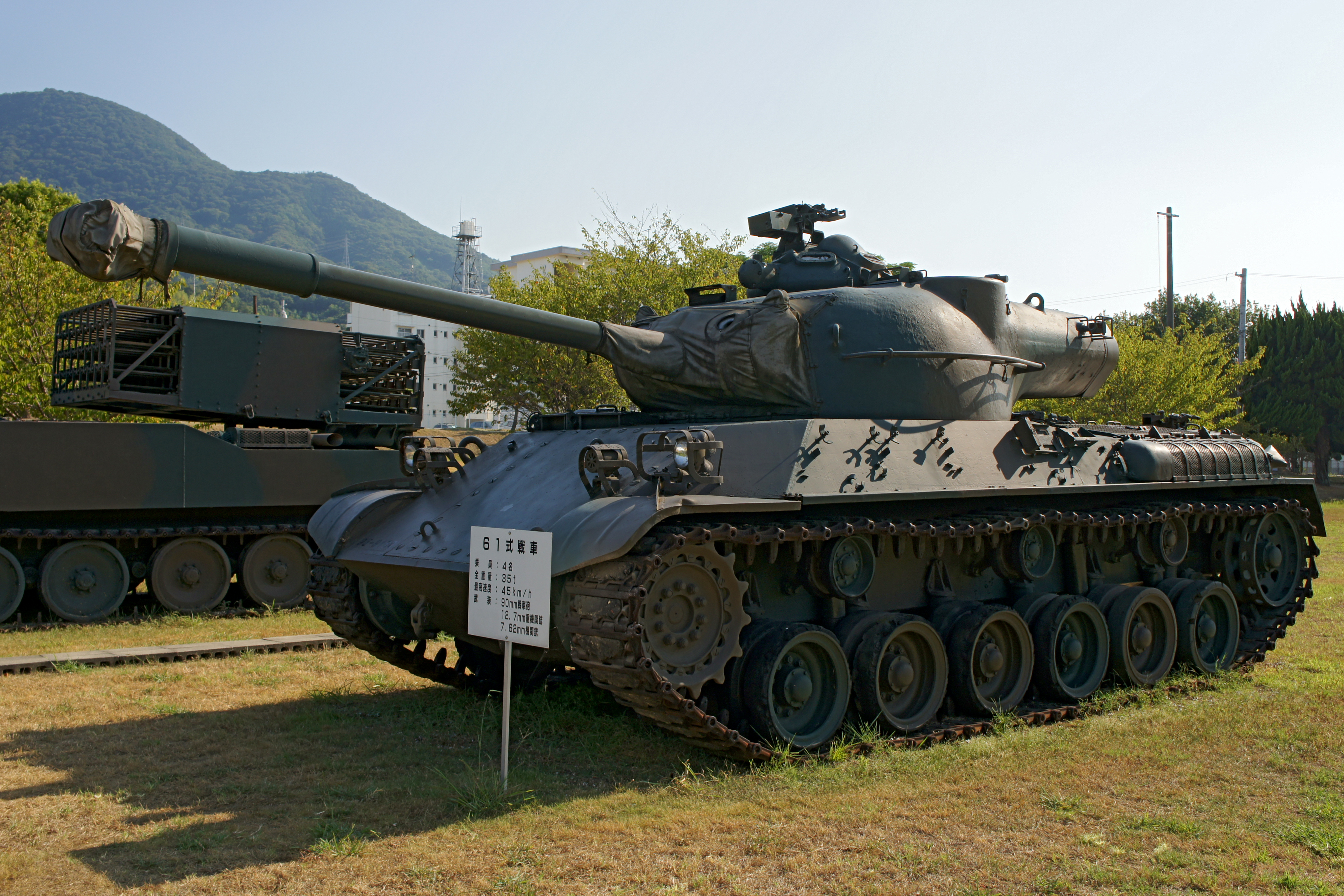
61式戦車
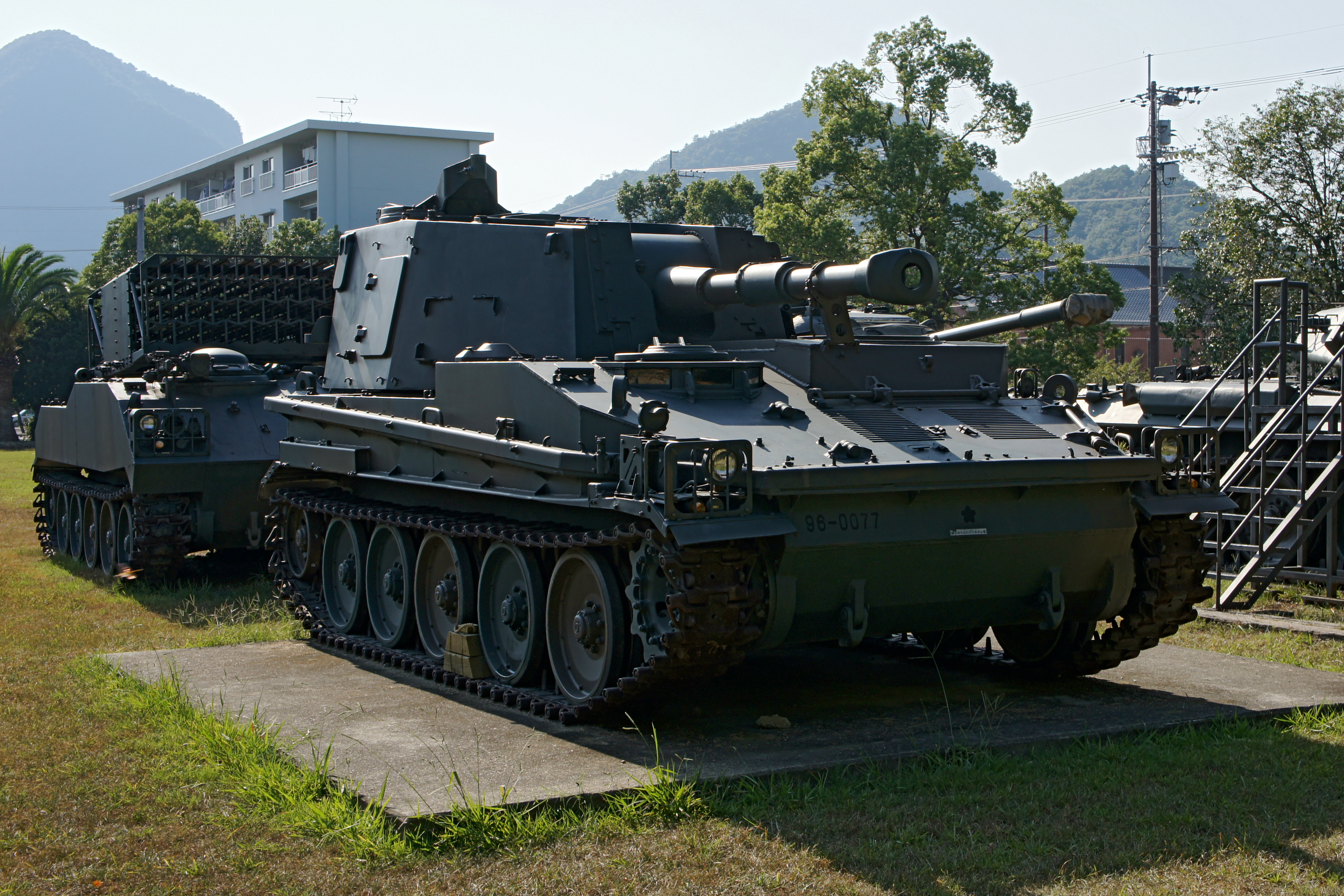
74式自走105mmりゅう弾砲
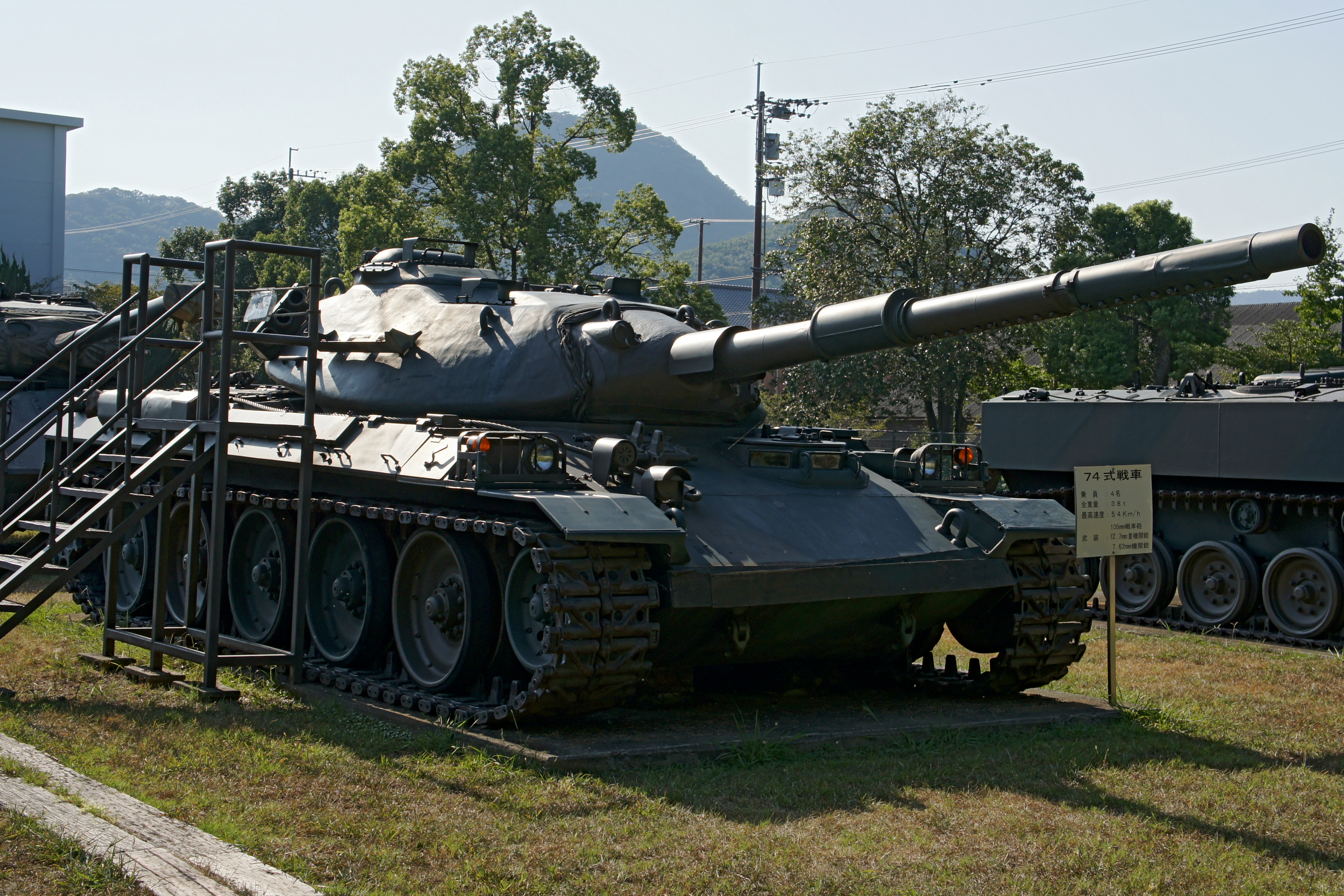
74式戦車
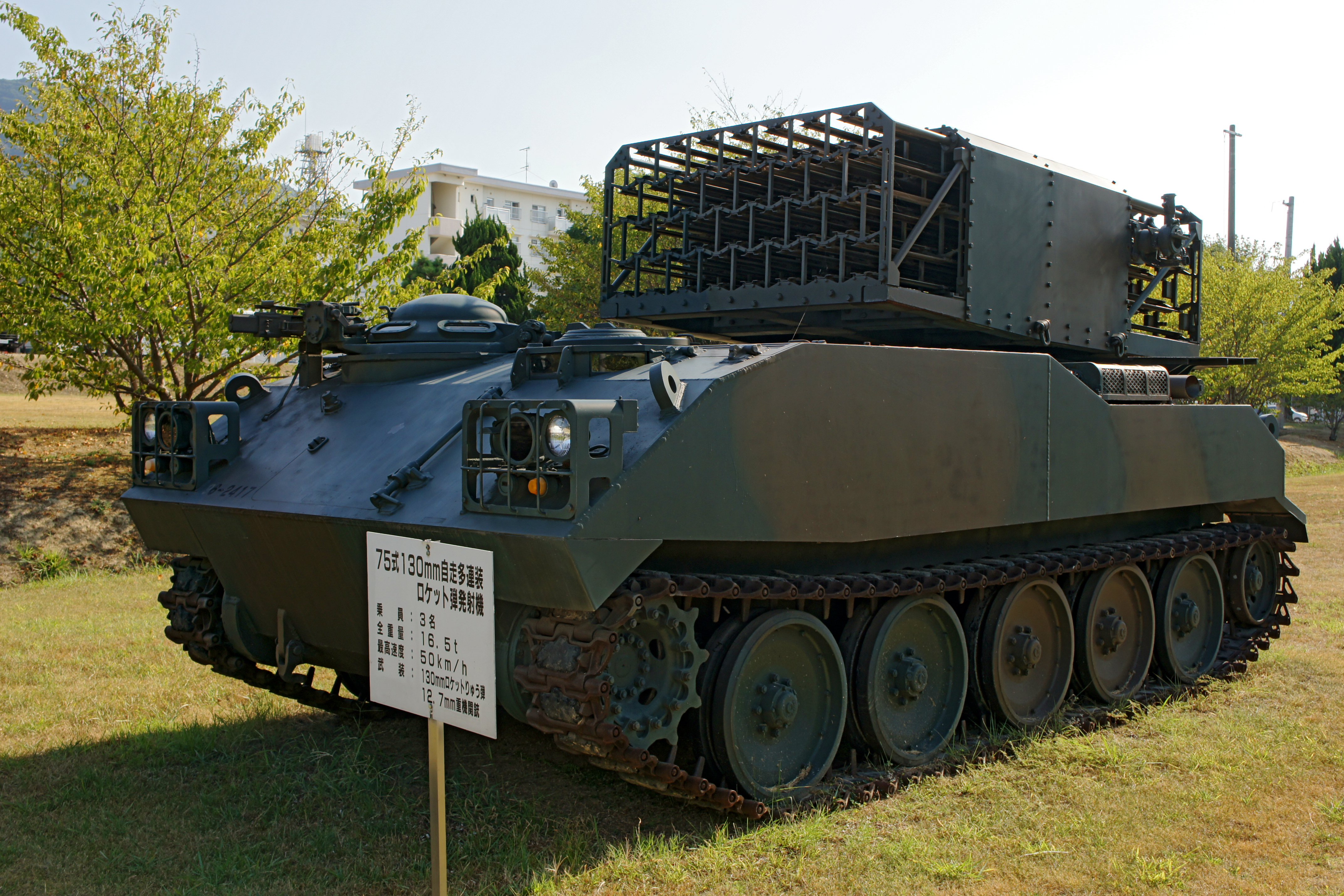
75式130mm自走多連装ロケット弾発射機
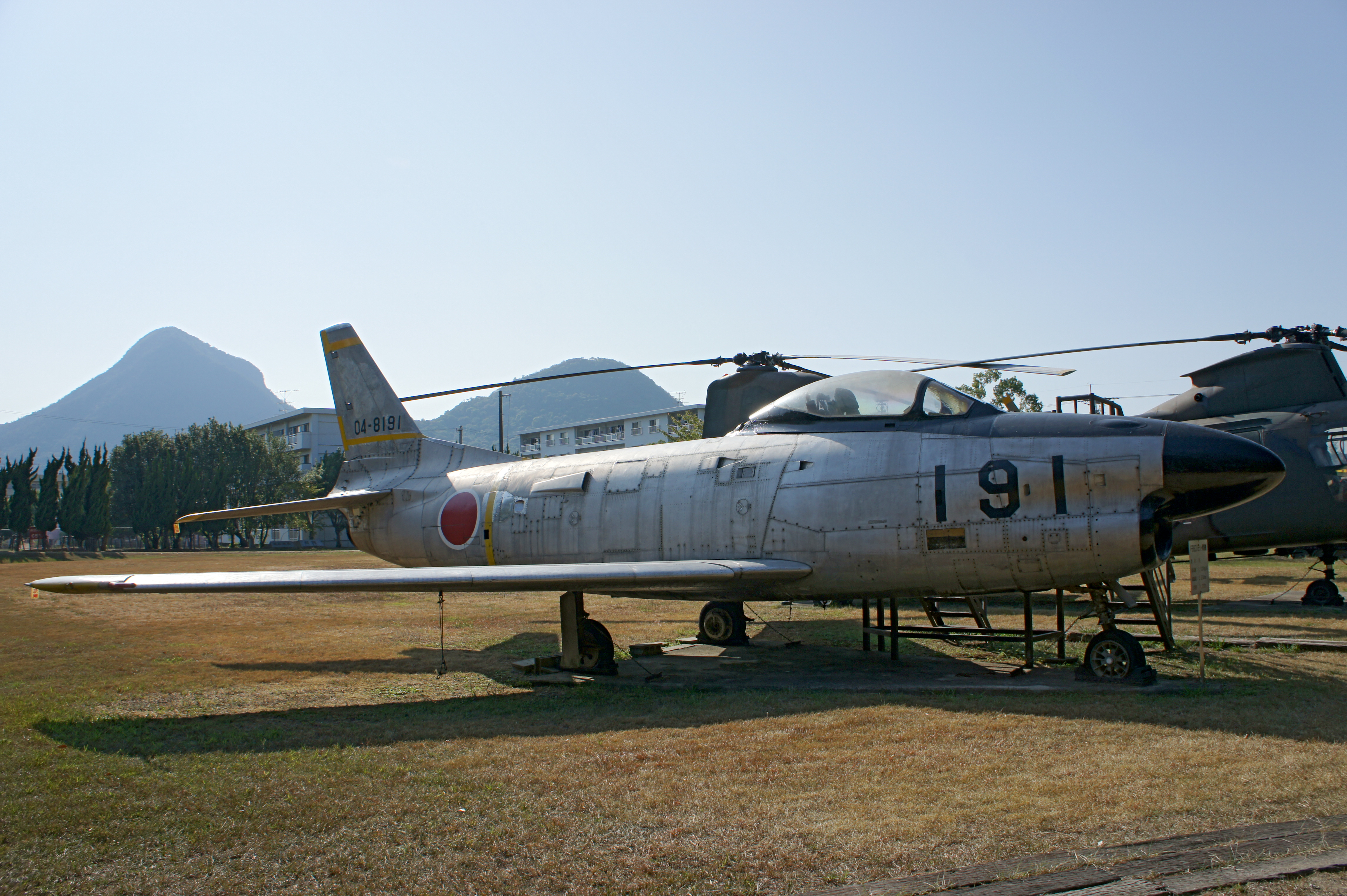
F-86D
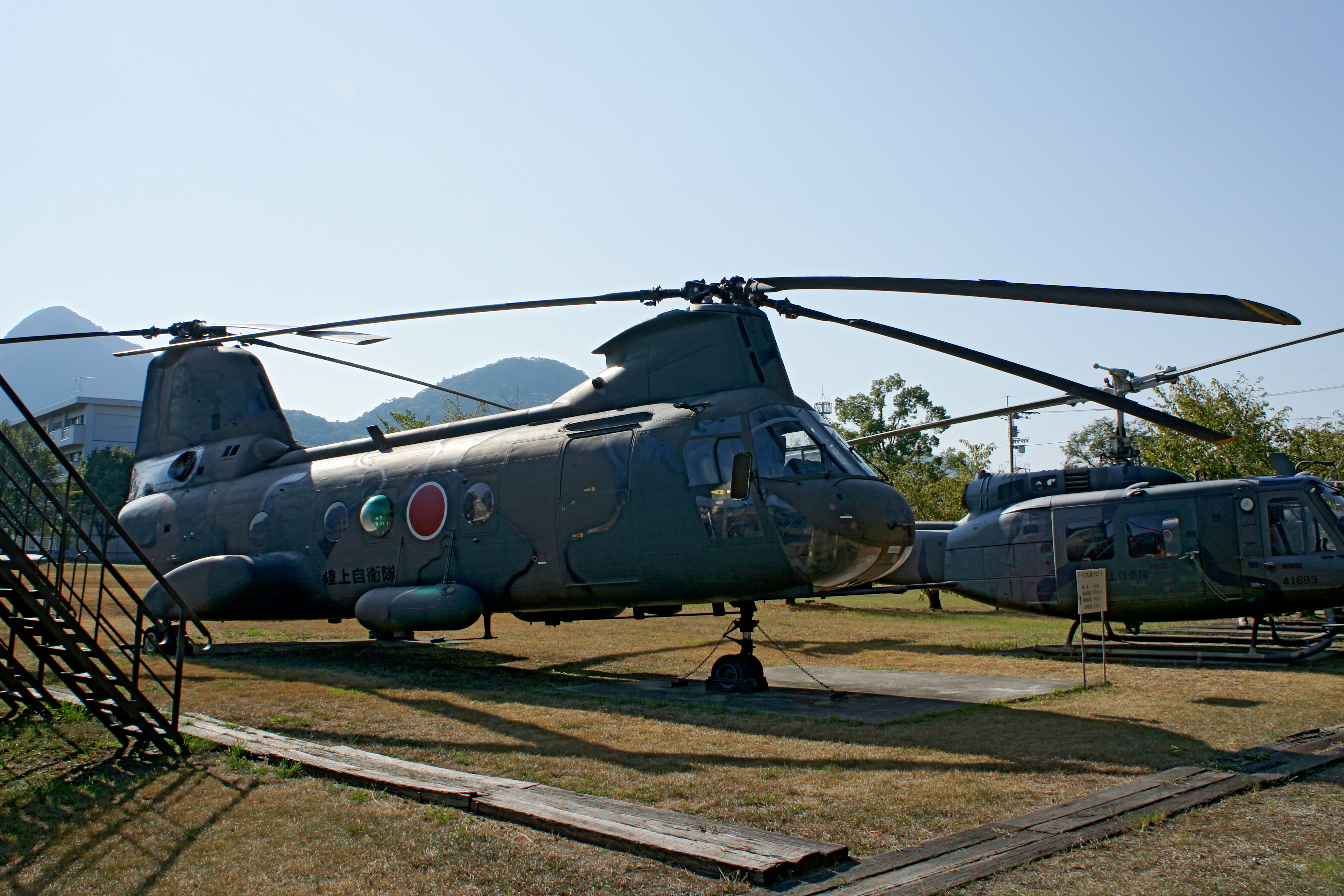
V-107AとUH-1H
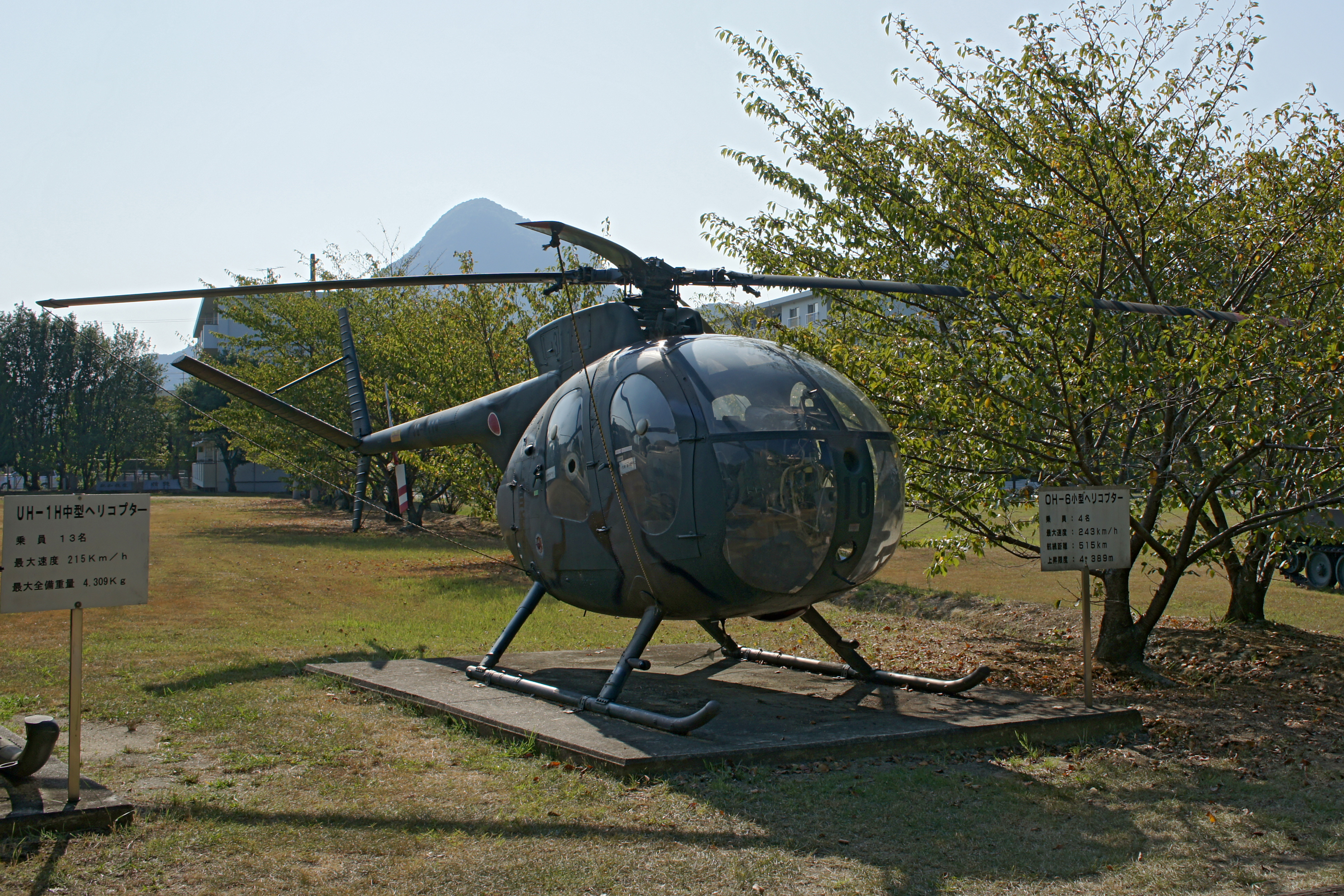
OH-6D
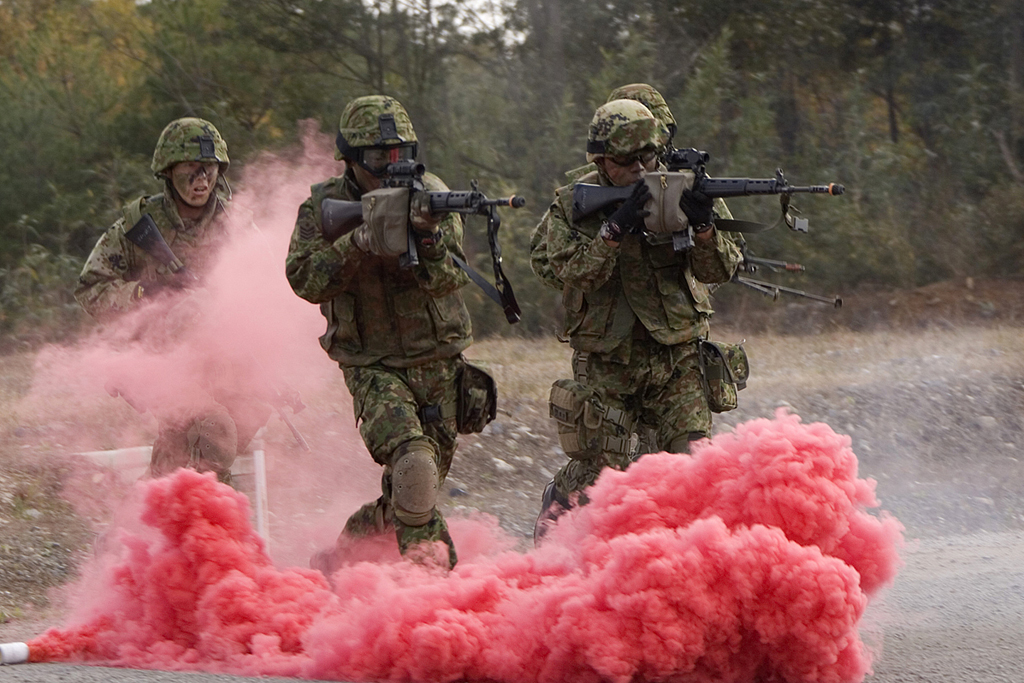
LIC(低強度紛争)訓練を行う同地駐屯の第15普通科連隊
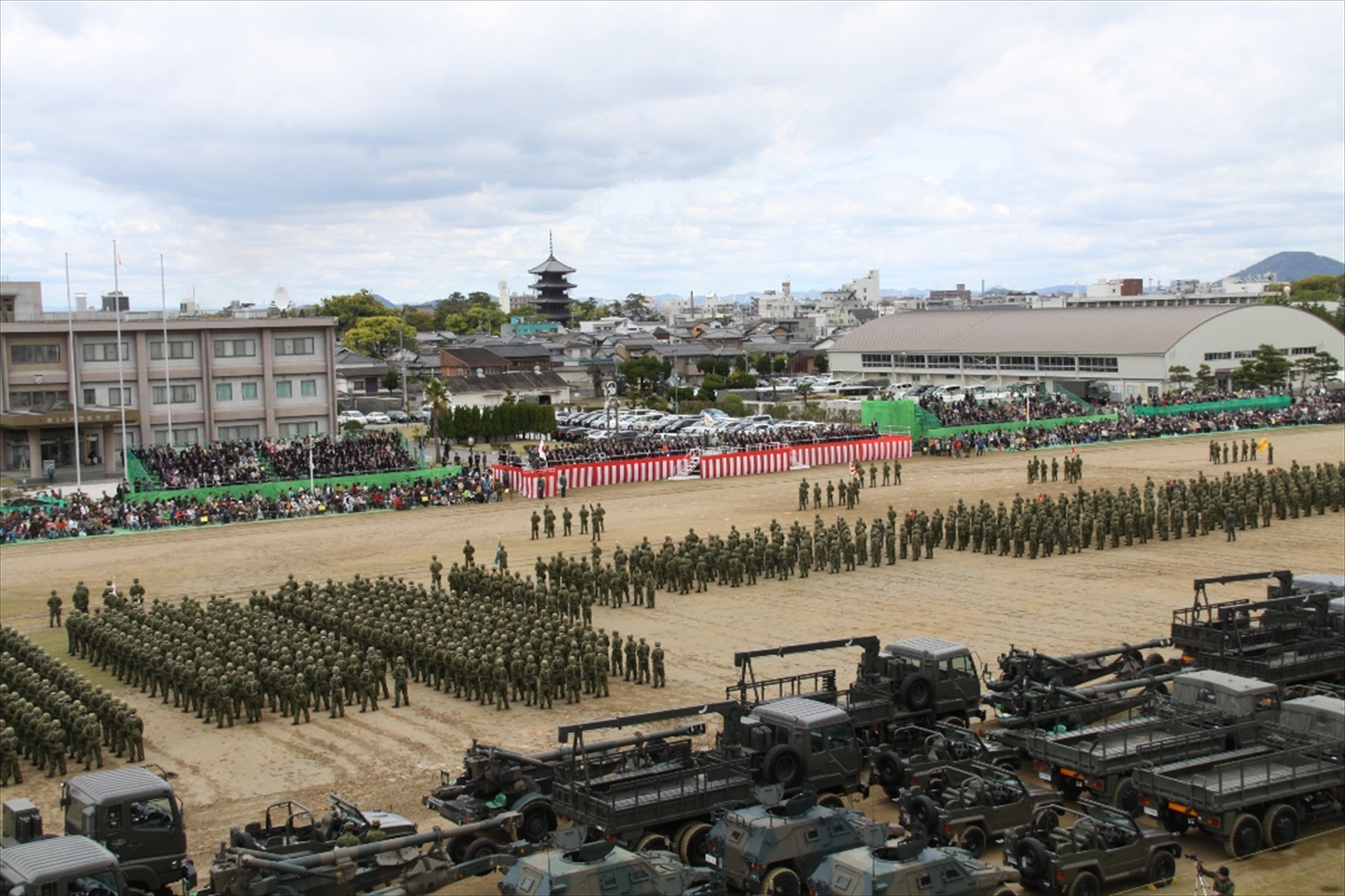
遠方に善通寺五重塔を望む

## 駐屯部隊

### 中部方面隊隷下部隊
- 第14旅団
  - 第14旅団司令部
  - 第15即応機動連隊
  - 第14後方支援隊
  - 第14偵察隊
  - 第14通信隊
  - 第14情報隊
  - 第14特殊武器防護隊
  - 第14旅団司令部付隊
  - 第14音楽隊
- 中部方面混成団
  - 第47普通科連隊
    - 第1普通科中隊
- 中部方面後方支援隊
  - 第107全般支援大隊
    - 整備中隊
      - 善通寺派遣隊
- 中部方面会計隊
  - 第348会計隊
- 中部方面システム通信群
  - 第323基地通信中隊
- 善通寺駐屯地業務隊

### 防衛大臣直轄部隊
- 中部方面警務隊
  - 第133地区警務隊
- 陸上自衛隊中央輸送隊
  - 第4方面分遣隊
    - 第3端末地業務班

## 広報施設
駐屯地内にある駐屯地資料館は、元は陸軍第11師団の司令部隊舎で戦後、陸上自衛隊第2教育団、第2混成団や第14旅団の本部・司令部隊舎として使われた。現在、資料館として一般開放されているほか、第14音楽隊が隊舎として使用している。

## 過去の駐屯部隊
- 1952年（昭和27年）1月23日
  - 第3施設大隊：千僧駐屯地へ移駐。
  - 第3武器中隊：千僧駐屯地へ移駐。
- 1954年（昭和29年）9月30日
  - 第9普通科連隊（第2大隊欠）：東千歳駐屯地に移駐。
- 1962年（昭和37年）8月15日
  - 第107教育大隊：廃止。
- 1985年（昭和60年）3月25日
  - 第311ダンプ車両中隊：廃止。
- 1999年（平成11年） 3月29日
  - 第8施設群：廃止。第305施設隊に改編。
- 2006年（平成18年）3月27日
  - 第2混成団：廃止。
  - 第305施設隊：三軒屋駐屯地へ移駐。
  - 第104施設直接支援大隊第2直接支援隊：三軒屋駐屯地へ移駐。
- 2010年（平成22年）3月26日
  - 第50普通科連隊：高知駐屯地へ移駐。
- 2012年（平成24年）3月26日
  - 第312基地通信中隊善通寺派遣隊：廃止。第323基地通信中隊に改編。
- 2018年（平成30年）2月8日
  - 第110教育大隊：松山駐屯地に移駐。
- 2018年（平成30年）3月26日
  - 中部方面輸送隊第104輸送業務隊第3端末地業務班：廃止。陸上自衛隊中央輸送隊隷下の第4方面分遣隊第3端末地業務班に改編。

## 最寄の幹線交通
- 高速道路：高松自動車道善通寺IC
- 一般道：国道11号、国道32号、国道319号、香川県道47号岡田善通寺線、香川県道49号観音寺善通寺線、香川県道22号善通寺綾歌線
- 鉄道：JR四国土讃線善通寺駅
- 港湾：高松港、坂出港（重要港湾）
- 飛行場：高松空港（第二種空港）

## 重要施設
- 坂出発電所（出力134.5万kW。石油・天然ガス）（坂出市）
- 阿南発電所（出力280.0万kW。石油）（徳島県阿南市）
- 橘湾発電所（出力70.0万kW。石炭）（徳島県阿南市）
- 讃岐変電所（超高圧変電所）（綾歌郡綾川町）
- 阿波変電所（超高圧変電所）（徳島県名西郡神山町）
- 高松変電所（一次変電所）（高松市）
- 麻変電所（一次変電所）（三豊市）
- 国府変電所（一次変電所）（徳島県徳島市）
- 井川変電所（一次変電所）（徳島県三好市）
- 丸亀変電所（中間変電所）（丸亀市）
- 善通寺変電所（中間変電所）（善通寺市）
- 阿南変換所（世界最大の交直流変換所）（徳島県阿南市）
- 徳島空港（その他の飛行場）（徳島県板野郡松茂町）
- 東京製鐵高松工場（電炉メーカー）（高松市）
- 瀬戸大橋
- 大鳴門橋